# Copa Catalunya de waterpolo femenina 2014-2015
La Copa Catalunya absoluta femenina 2014-2015 fou la setena edició de la Copa Catalunya de waterpolo. Es disputà entre el 17 i el 21 de setembre de 2014 i fou organitzada per la Federació Catalana de Natació. Hi participaren sis equips i competiren en format d'eliminatòries amb quarts de finals a doble partit. Els semifinalistes disputaren la fase final i es disputà a la piscina del CN Montjuïc, per commemorar el 70è aniversari del club barcelonès. Es proclamà campió el Club Natació Sabadell, que aconseguí el seu sisè títol consecutiu.

## Clubs participants
- La Sirena Centre Natació Mataró
- Club Esportiu Mediterrani
- Club Natació Rubí
- Club Natació Sabadell
- Club Natació Sant Andreu
- Club Natació Terrassa

## Quadre de competició
|  | Quarts de final      | Quarts de final |                                           |    | Semifinals | Semifinals |  |  | Final | Final |
|  |                      |                 |                                           |    |            |            |  |  |       |       |
|  |                      |                 |                                           |    |            |            |  |  |       |       |
|  |                      |                 |                                           |    |            |            |  |  |       |       |
|  |                      |                 |                                           |    |            |            |  |  |       |       |
|  | 19 de setembre 17:15 |                 |                                           |    |            |            |  |  |       |       |
|  |                      |                 |                                           |    |            |            |  |  |       |       |
|  | La Sirena CN Mataró  | 8               |                                           |    |            |            |  |  |       |       |
|  | La Sirena CN Mataró  | 8               | 17 de setembre 20:45 Piscina Pere Serrat  |    |            |            |  |  |       |       |
|  |                      |                 | CN Sant Andreu                            | 13 |            |            |  |  |       |       |
|  | CN Sant Andreu       | 12              | CN Sant Andreu                            | 13 |            |            |  |  |       |       |
|  | CN Sant Andreu       | 12              | 21 de setembre 11:00                      |    |            |            |  |  |       |       |
|  | CN Terrassa          | 6               |                                           |    |            |            |  |  |       |       |
|  | CN Terrassa          | 6               | CN Sant Andreu                            | 6  |            |            |  |  |       |       |
|  |                      |                 | CN Sant Andreu                            | 6  |            |            |  |  |       |       |
|  |                      | CN Sabadell     | 13                                        |    |            |            |  |  |       |       |
|  |                      | CN Sabadell     | 13                                        |    |            |            |  |  |       |       |
|  | 19 de setembre 18:30 |                 |                                           |    |            |            |  |  |       |       |
|  |                      |                 |                                           |    |            |            |  |  |       |       |
|  | CN Sabadell          | 14              |                                           |    |            |            |  |  |       |       |
|  | CN Sabadell          | 14              | 17 de setembre 20:45 Piscina Josep Vallès |    |            |            |  |  |       |       |
|  |                      |                 | CE Mediterrani                            | 4  |            |            |  |  |       |       |
|  | CE Mediterrani       | 12              | CE Mediterrani                            | 4  |            |            |  |  |       |       |
|  | CE Mediterrani       | 12              |                                           |    |            |            |  |  |       |       |
|  | CN Rubí              | 2               |                                           |    |            |            |  |  |       |       |
|  | CN Rubí              | 2               |                                           |    |            |            |  |  |       |       |

## Fase final
La fase final de VII Copa Catalunya absoluta femenina es disputà el 19 i 21 de setembre de 2014 a la piscina del Club Natació Montjuïc de Barcelona. Hi participaren La Sirena CN Mataró, Club Natació Sant Andreu, Club Natació Sabadell, vigent campió, i el Club Esportiu Mediterrani.

### La Sirena CN Mataró vs CN Sant Andreu
A la primera semifinal, el CN Sant Andreu guanyà a La Sirena CN Mataró per 13 a 8 i es classificà per disputar la seva primera final a la competició.
| 19 de setembre de 2014 17:15 | La Sirena CN Mataró | 8‐13 | CN Sant Andreu | Piscina del CN Montjuïc, Barcelona |

### CN Sabadell vs CE Mediterrani
A la segona semifinal, el CN Sabadell s'imposà amb claredat al CE Mediterrani per 14 a 4 i es classificà per disputar la seva sisena final consecutiva.
| 19 de setembre de 2014 18:30 | CN Sabadell | 14‐4 | CE Mediterrani | Piscina del CN Montjuïc, Barcelona |

### Final
El CN Sant Andreu i el CN Sabadell, vigent campió, disputaren la final de la VII Copa Catalunya absoluta femenina. S'imposà el club sabadellenc per 13 a 6 i guanyà el seu sisè títol consecutiu. Les màximes anotadores foren Laura Roca i Marta Recció, amb dos gols cadascuna, per part andreuenca, i Mati Ortiz, Anni Espar i Maica García, amb tres gols cadascuna, per part sabadellenca.
| 21 de setembre de 2014 11:00 | CN Sant Andreu                          | 6‐13 | CN Sabadell            | Piscina del CN Montjuïc, Barcelona Àrbitres: Torras i Rabadán |
| 21 de setembre de 2014 11:00 | Resultat per quarts: 1-3, 4-5, 0-5, 1-0 |      |                        | Piscina del CN Montjuïc, Barcelona Àrbitres: Torras i Rabadán |
| 21 de setembre de 2014 11:00 | Roca, Recio 2                           | Gols | Ortiz, Espar, García 3 | Piscina del CN Montjuïc, Barcelona Àrbitres: Torras i Rabadán |

| #          | Jugadora         | G |
| ---------- | ---------------- | - |
| 1          | Elisabet Gazulla | 0 |
| 2          | Andrea Garrido   | 0 |
| 3          | Helena Lloret    | 1 |
| 4          | Mireia Guiral    | 0 |
| 5          | Hernández        | 0 |
| 6          | Laura Roca       | 2 |
| 7          | Alba Fernández   | 0 |
| 8          | Carla Castellà   | 0 |
| 9          | Alvaro           | 0 |
| 10         | Marta Recio      | 0 |
| 11         | Ariadna Espasa   | 0 |
| 12         | Noèlia Mora      | 1 |
| 13         | Ana Fernández    | 0 |
| Equip      | Equip            | 6 |
| Entrenador |                  |   |
| Javi Aznar |                  |   |

| Campió de la Copa Catalunya 2014-2015 |
| ------------------------------------- |
| Club Natació Sabadell Sisè títol      |

| #          | Jugadora            | G  |
| ---------- | ------------------- | -- |
| 1          | Laura Ester         | 0  |
| 2          | Mati Ortiz          | 3  |
| 3          | Anni Espar          | 3  |
| 4          | Dagmar Genee        | 1  |
| 5          | Carla Abellán       | 0  |
| 6          | Jennifer Pareja     | 0  |
| 7          | Marina Cordobés     | 1  |
| 8          | Maica García        | 3  |
| 9          | Pili Peña           | 0  |
| 10         | Irene Casado        | 0  |
| 11         | Olga Domènech       | 2  |
| 12         | Judith Forca        | 0  |
| 13         | Maria Elena Sánchez | 0  |
| Equip      | Equip               | 13 |
| Entrenador |                     |    |
| Nani Guiu  |                     |    |